# Aït Ouriaghel (tribu)
Les Aït Ouriaghel, Aït Ouriagher, (en berbère : Ayt Waryaghel, variante rifaine : Ayt Waryagher, en arabe : بني ورياغل) est une tribu (taqbitch en rifain) berbère rifaine établie à proximité de la baie d'Al Hoceïma au Maroc.

## Étymologie
Aït ou Aïth signifie en langue amazigh rifaine "Gens". Ainsi Aït Ouriaghel signifie "Les gens d'Ouriaghel ".
Le mot Ouriaghel a une étymologie incertaine. Selon une légende locale, le nom Ouriaghel viendrait du nom d'une montagne, Adrar Ouriaghel ("la montagne Ouriaghel" en rifain). Cette montagne se situe dans le massif du Jbel Hmam/Adrar n Ithbiren ("Le massif des colombes" en rifain), massif montagneux qui constitue le berceau historique de la tribu. Ainsi Aït Ouriaghel voudrait dire "Les gens de (la montagne) Ouriaghel".
Une autre hypothèse voudrait que le mot Ouriaghel soit issu de la racine berbère ƔL (GHL), et semble évoquer l'expression ur yaɣel / ur yaɣul qui signifie « il ne retourne pas (en arrière) » = « il ne recule pas ». On retrouve en effet la négation + le verbe à la troisième personne du masculin singulier (y= « il »). Le radical ƔL/QL est connu dans l'ensemble du berbère avec diverses significations : « retourner », « repartir », « attendre », « voir ».

## Géographie
Le territoire des Aït Ouriaghel se trouve dans l'actuelle Province d'Al Hoceïma, dans le Rif central.
Le territoire des Aït Ouriaghel est montagneux hormis dans la plaine d'Al Hoceïma. Le sud du territoire des Aït Ouriaghel correspond au massif montagneux du Adrar n Ithbiren/Jbel Hmam qui culmine à 1 944 mètres d'altitude au Adrar n Sidi Boukhiyar ("La montagne de Sidi Boukhiyar" en rifain).
Le territoire des Aït Ouriaghel est traversé, du Sud au Nord, par deux grandes rivières, Aghza ("rivière" en rifain) Ghis et Aghza Nékor.
Les plus grandes villes du territoire des Aït Ouriaghel sont Imzouren, Ajdir, Beni Bouayach et Boukidane (Sidi Bouafif). La ville d'El Hoceima fait partie du territoire des Bakkouya mais une majorité de la population de la ville est rattaché aux Aït Ouriaghel.

Carte figurant le découpage administratif du Protectorat espagnol au Maroc en régions et cabilas, avec indication des localités les plus importantes. N.B. : Chauen = Chefchaouen, Alhucemas = Al Hoceïma. La tribu des Beni Ouriaghel est implantée dans l’est de la région Rif.

## Subdivision

### Les cinqKhomsdes Aït Ouriaghel
La tribu des Aït Ouriaghel est subdivisée en cinq grandes sous-tribus appelées « khoms » littéralement « un cinquième ». Chaque khoms possède un bloc de territoire qui lui est propre excepté pour les Imrabden dont le territoire est fragmenté et disséminé à travers la région.
Les cinq khoms sont:
- Aït Youssef Ou 'Ali : Littéralement les descendants de Youssef fils de Ali, établis autour de la ville d'Al Hoceima et d'Ajdir. Abdelkrim El Khattabi en est originaire.
- Aït Bou'ayach : comprend les villes d'Imzouren, Beni Bouayach. Numériquement la plus peuplée
- Aït Hadifa : aux alentours du village d'Ait Hadifa
- Aït Abdellah : aux alentours du village d'Ait Abdellah
- Imrabden : autour de plusieurs anciennes zaouias (Sidi Aissa, Sidi Boukhiyar etc)

### Les clans et sous clans
Chaque homs peut être divisé en clans et sous-clans de la manière suivante:
- Khoms des Aït Youssef ou Ali
  - Clans Aït Youssef ou Ali, Aït Ali.
    - Sous-cans: Aït Oughir Izan, Isrihen, Aït Tourirth, Tigarth, Imhawren, Aït R-abbas, Timarzga.
- Khoms des Aït Bou'ayach
  - Clan: Aït Bou'ayach
    - Sous-clans: Izakiren, Aït Tifarwin, Isoufiyen, Aït Ta'a, Aït Boukhlif, Aït Adiya, Aït Bouqiyaden, Aït Arabda, Ighmiren, Aït Mnoud, Tazourakht.
- Khoms des Aït Hadifa
  - Clan: Aït Hadifa
    - Sous-clans: Aït Boujdat, Iraqraqen, Aït Arous, I'akkiyen
- Khoms des Aït Abdellah
  - Clan: Aït Abdellah
    - Sous-clans: Aït Arou Moussa, Aït Tmajourth
- Khoms des Imrabden
  - Clan: Imrabden
    - Sous-clans: Imrabden n Wadaï, Imrabden n Dara.

Abdelkrim, leader de la résistance rifaine au colonialisme, appartenait aux Aït Youssef ou Ali. Chaque khoms, clan ou sous clan possédait un territoire qui lui était propre. Les relations entre clans pouvaient être conflictuelles notamment durant la période de la 'Ripoublik'.

## Histoire

### Période médiévale
Avant l'époque contemporaine, il circulait peu d’informations sur cette tribu. La première mention de la tribu berbère des Aït Ouriaghel remonte aux temps de l'émirat de Nékor. Selon le géographe Al-Bakri (1040-1094), la ville de Nékor possédait quatre portes dont une qu'il nomme Bab Beni Ouriaghel ("porte des Aït Ouriaghel" en arabe). Les Aït Ouriaghel sont donc une des plus anciennes tribus du Rif central, avec les Igzenayen et les Temsamane, toujours existantes. Ils furent islamisés par l'action des émirs de Nékor comme toutes les tribus berbères du Rif central.
Al-Bakri nous apprend que les Aït Ouriaghel et les Igzenayen soutinrent la révolte menée contre l'émir de Nékor, Salih II ibn Sa’id (803-864), par son frère Idris.
Le camp de Salih et le camp d'Idris s'affrontèrent sur le Adrar n Kouine, une montagne située sur le territoire des Igzenayen, au sud de Nékor. Salih fut battu et du se retirer dans Nékor, poursuivi par les troupes de Idris. Idris mit le siège à la ville de Nékor mais fut capturé par surprise par les hommes de Salih. Salih fit exécuter son frère Idris et la révolte fut finalement matée.
Le massif du Jbel Hmam, à une quarantaine de kilomètres au sud de l'actuelle ville d'Al Hoceïma, est considéré par les Aït Ouriaghel comme le berceau de leur tribu, à partir duquel ils ont progressivement immigré pour occuper les terres jusqu'à la baie d'Al Hoceïma.
Durant la période almohade, les Aït Ouriaghel se revoltèrent de nombreuses fois et furent durement réprimés par le Calife Abdelmoumen. Ce dernier recruta néanmoins de nombreux combattants issus de cette tribu réputée guerrière pour aller combattre dans la péninsule ibérique contre les pouvoirs catholiques. Des guerriers des Aït Ouriaghel participèrent à la grande victoire almohade d'Alarcos en 1195, ainsi qu'à la terrible défaite de Las Navas de Tolosa en 1212.
Les Aït Ouriaghel, comme de nombreuses tribus rifaines, apportèrent leur soutien à la dynastie naissante des Mérinides dans leur révolte contre le pouvoir almohade. Les Almohades furent écrasés par les Mérinides et leurs alliés rifains lors d'une bataille près de la rivière Nékor, en 1216. Cette victoire prépara la voie à la prise du pouvoir des Mérinides au Maroc,.

### Période moderne
Sous les Alaouites, les Aït Ouriaghel jouèrent un grand rôle dans la création de la Jaych Rifi (l'Armée Rifaine) du Sultan Moulay Ismaïl. Cette armée libéra les villes de Mahdia, Asilah, Larache et Tanger de l'occupation européenne,.

### Période contemporaine
Au cours du XIXe siècle, l'Empire chérifien du Maroc entra dans une phase d'affaiblissement du pouvoir central. Certaines parties du pays échappaient à l'autorité politique du gouvernement. Le Rif fut une des régions où l'autorité du Sultan était moindre. Les Rifains appellent cette période "Ripoublik".
Durant la Ripoublik, les Aït Ouriaghel étaient gouvernés par une assemblée ("agraw" en rifain) regroupant les "Imgharen" (pluriel de "Amghar") de la tribu. Un "Amghar" (mot qui signifie "ancien" en rifain) était un homme fort qui dirigeait un clan. Ainsi chaque clan des Aït Ouriaghel était représenté par son "Amghar" dans l'assemblée de la tribu. Cette assemblée était responsable de l'administration de la justice à l'échelle de la tribu et des relations avec les autres tribus et le Sultan. Elle était aussi chargée de punir ceux qui commettaient un meurtre ou une agression lors des jours de marché. Les jours de marché étaient des jours de paix chez les Aït Ouriaghel où toute violence était proscrite, contrairement aux autres jours qui étaient rythmés par les règlements de comptes et les conflits entre clans. Tout homme qui était coupable d'un acte d'agression lors d'un jour de marché devait payer une lourde amende à l'assemblée de la tribu sous peine de voir sa maison et ses biens détruits par les Imgharen et d'être exilé pour une période plus ou moins longue.
La "Ripoublik" était une période marquée par les conflits et les vendettas entre clans rifains. La vie politique chez les Aït Ouriaghel était dominée par les conflits entre les Imgharen et les clans qui se disputaient le pouvoir politique, le prestige et la possession des terres.
Sous le Sultanat de Moulay Hassan Ier (1873-1894), les Aït Ouriaghel furent déchirés par un conflit interne qui dura sept ans. Ce conflit opposa le clan des Aït Youssef ou Ali au clan des Aït Ali avant de s'étendre à l'ensemble de la tribu. Après de nombreux combats, il semblerait que le clan des Aït Youssef ou Ali remporta le conflit et imposa de nombreuses amendes aux clans vaincus.
Auguste Mouliéras décrit abondamment la tribu des Aït Ouriaghel dans son ouvrage "Le Maroc inconnu: étude géographique et sociologique. Exploration du Rif (Maroc septentrional)" paru en 1895 . Il fait le portrait d'une tribu belliqueuse, indépendante, déchirée par les conflits entre clans.
En 1908, les Aït Ouriaghel infligèrent une lourde défaite au rebelle marocain Bou Hmara, qui se révolta contre le Sultan Abdalaziz. À la suite de sa prise de contrôle du Rif oriental, Bou Hmara tenta d'imposer son autorité sur le Rif central. Après avoir soumit les Temsamane et les Aït Touzine, l'armée de Bou Hmara, commandée par son général Jilali Moul-Woudou, fut écrasée par les Aït Ouriaghel lors d'une bataille près d'Imzouren. Les Aït Ouriaghel pourchassèrent les débris de l'armée de Bou Hmara jusqu'à Ben Taïeb. Cette défaite affaiblit considérablement Bou Hmara qui fut définitivement chassé du Rif par la révolte de la tribu des Iqer'ayen, dirigée par Mohamed Ameziane.

### Laguerre du Rif(1921-1927)
La menace de plus en plus pressante du colonialisme européen, en particulier espagnol, au début du XXe siècle, poussa les Aït Ouriaghel à mettre fin à leurs conflits internes pour s'unir. De nombreux chefs tentèrent d'imposer leur autorité mais ce fut Abdelkrim El Khattabi qui réussit à unifier les rangs des Aït Ouriaghel à partir de 1920, pour faire face à la menace de la conquête espagnole.
Tribu d'origine d'Abdelkrim El Khattabi, leader de la résistance berbère lors de la colonisation, c'est en partie aux Aït Ouriaghel que l'Espagne doit sa plus grande défaite militaire durant la bataille d'Anoual, qui cause la perte de milliers d'hommes. Les Aït Ouriaghel formaient la plus grande ainsi que la plus puissante tribu de la République du Rif. Ils jouèrent un rôle important dans la plupart des combats de la guerre du Rif. De nombreux grands chefs et combattants rifains étaient issus de cette tribu.
De nombreux combattants des Aït Ouriaghel s'illustrèrent durant la guerre du Rif. Parmi eux nous pouvons citer les individus suivants:
- Si Abdelkrim n-Ali El Hattach: Caïd au sein de l'armée régulière rifaine, il fut chargé d'organiser l'approvisionnement des troupes. Il joua un rôle important sur le front de l'ouest, dans le pays Jbala. Il mata la révolte d'une partie des Ghomaras en 1924. Il fut capturé par les Espagnols à la fin de la guerre et emprisonné durant neuf ans sur les Îles Zaffarines[7].
- Haddou n-Mouh Ameziane: Originaire du village d'Aït Boukhlif, dans le clan des Aït Bouayach, il fut nommé par Abdelkrim en tant que Amokrane n-Mhaddjath ("Grand de la Mehalla" en rifain), c'est-à-dire chef de plusieurs milices d'irréguliers rifains, chargées d'assister l'armée régulière rifaine. Haddou n-Mouh Ameziane s'illustra notamment durant les combats avec l'armée française autour du poste de Kiffane au sud du territoire des Igzenayen, lors de la grande offensive rifaine de 1925[8],[9],[1]. Il survécut à la guerre et sera nommé Caïd de Nékor par l'administration espagnole[1].
- Mohand Azdad: Originaire des Aït Arous, sous clan des Aït Ouriaghel, il fut considéré comme l'un des combattants rifains les plus aguerris. Il fut nommé Caïd Miya (Chef d'une troupe de cent combattants) au sein du premier bataillon de l'armée régulière rifaine. Il s'illustra durant l'offensive contre les troupes françaises en 1925. Il joua un grand rôle dans la prise de plusieurs postes français chez les Branès et les Tsoul, au nord de Taza[1]. Il participa aussi à la contre-attaque nocturne des Aït Arous le 21 mai 1926, lors de l'offensive française sur le Jebel Hamam, massif qui domine le territoire des Aït Ouriaghel[1]. Au cours de cette contre-attaque, il réussit à briser l'encerclement des troupes franco-espagnoles et rejoindre la zone encore insoumise des Senhaja de Sraïr, au cœur du massif rifain. Il continua à combattre les troupes franco-espagnoles bien après la reddition d'Abdelkrim. Il participa à l'attaque du poste espagnole de Taghzout et à l'embuscade d'Admam. Il est tué lors d'une attaque des combattants marocains sur le poste espagnole de Sidi Meskine, le 22 avril 1927[10],[1].
- Muhammad n-Amar Abdallah: Originaire des Aït Arous, il avait acquis avant la guerre du Rif, une position importante au sein des Aït Ouriaghel puisqu'il était l'Amghar Amokrane (Grand Sage en rifain) du conseil de la confédération des Aït Ouriaghel[1]. Il avait acquis cette position en raison de sa sagesse et de son courage. Il est mort à la fin de la guerre, au cours de la contre-attaque nocturne des Aït Arous contre les troupes françaises qui avançaient vers le Jebel Hamam. Il aurait, avant d'être tué, abattu tout un bataillon de soldats français[1].
- Abdallah n-Saïd: Originaire du village de Bousalah, dans le clan des Aït Abdellah. Il fut nommé Caïd des Aït Abdellah par Abdelkrim, durant la guerre. Combattant réputé, il aurait perdu une jambe au cours d'un combat avec des chars français sur le front de l'Ouergha[1].
- Hammadi n-Amar Azzougwagh: Originaire des Aït Tourirth, Hammadi avait déjà prouvé son courage au cours des violents conflits claniques qui déchiraient les Aït Tourirth, durant les années qui précédèrent la guerre du Rif. Il fut nommé Caïd du sous clan et chef des miliciens Aït Tourirth par Abdelkrim, en raison de son 'extrême bravoure' face aux troupes européennes. Il survécut à la guerre et fut nommé par l'administration espagnole, Mqaddim ("Responsable") des Aït Tourirth[1].

Après la reddition d'Abdelkrim, les Aït Ouriaghel durent déposer les armes à la fin de la guerre du Rif.

### La période du Protectorat Espagnol (1926-1956)
Sous le protectorat espagnol, de nombreux Aït Ouriaghel furent recrutés dans les forces nationalistes qui combattirent durant la guerre civile espagnole.
En 1944-1945, les Aït Ouriaghel furent durement frappés par une sécheresse qui causa une importante famine dans tout le Rif. Cette famine fit de nombreux morts et obligea de nombreux rifains à émigrer vers les villes de Tanger, Tétouan ou Fès en quête de subsistance.
L'anthropologue américan, David Mongtomery Hart, mena une vaste étude anthropologique sur les Aït Ouriaghel dans les années 1950. Cette étude est rassemblée dans son ouvrage de référence "The Aith Waryaghar of the Moroccan Rif: An Ethnography and History" ("Les Aït Ouriaghel du Rif marocain: Ethnographie et Histoire") publié en 1976. Dans ce livre, David Hart étudie en profondeur les structures claniques, les coutumes, le mode de vie et l'histoire des Aït Ouriaghel. Ce livre reste à ce jour la source majeure d'information sur les Aït Ouriaghel.
De nombreux Aït Ouriaghel participèrent à la lutte contre le colonialisme dans les années 1950. De nombreux rifains issus de cette tribu rejoignirent l'ALN (armée de libération nationale marocaine) dont le bastion était le territoire de la tribu des Igzenayen, voisine des Aït Ouriaghel.
Lors des durs combats qui opposa l'ALN à l'armée française en 1955 dans le Rif, le territoire des Aït Ouriaghel servit de sanctuaire à de nombreux combattants ainsi qu'aux civils qui fuyaient les bombardements aériens.

### Depuis 1956
À la suite de l'indépendance du Maroc en 1956, les Aït Ouriaghel se sont durement opposés à la mainmise du parti de l'Istiqlal sur la vie politique du pays. Ce parti à tendance panarabiste s'était rendu coupable de nombreuses exactions dans le Rif à l'égard de ses opposants. La répression menée par le parti de l'Istiqlal contre ses opposants rifains poussèrent les Aït Ouriaghel à se révolter en 1958 sous la conduite de Mohamed Sallam Ameziane.
Cette révolte fut durement réprimée par les forces armées royales marocaines commandées par le Prince Héritier Moulay Hassan (futur Hassan II) et le général Oufkir. Les troupes royales se rendirent coupables de nombreuses exactions durant cette révolte qui constitue un souvenir douloureux pour les habitants de la région,,.
Depuis la fin des années 1950, les habitants de la province d'Al Hoceima, dont fait partie la tribu des Aït Ouriaghel, ont fourni un important contingent de travailleurs émigrés aux Pays-Bas, en France en Belgique et en Espagne ainsi qu'aux villes de Tétouan et Tanger, cette dernière possédant même un quartier au nom de la tribu (Hay Beni Ouriaghel).
Plus récemment, les Aït Ouriaghel ont joué un rôle important dans le mouvement du Hirak rifain, l'une des figures emblématiques du mouvement, Nasser Zefzafi, étant lui-même issu des Aït Ouriaghel.

## Personnalités célèbres de la tribu
- Mohammed ben Abdelkrim al Khattabi, président de la République du Rif
- Nasser Zefzafi, activiste et prisonnier politique
- Ilyas El Omari, homme politique marocain, originaire de Mnoud
- Fouad El Omari, homme politique marocain et frère d'Ilyas El Omari
- Hakim Benchamach, homme politique marocain, originaire d'Al Hoceïma
- Saïd Chaou, homme politique et entrepreneur néerlando-marocain, originaire de Mnoud
- Mohammed Ziane, politicien et avocat
- Abdelkader Ouaraghli, gardien de but (retraité)
- Abou Chayma, prédicateur islamique.
- Fikri Tijarti, kick-boxeur néerlando-marocain, originaire d'Al Hoceïma.
- Jamal Ben Saddik, kick-boxeur belgo-marocain, originaire de Aït Hdifa.
- Mohammed Boutasaa, kick-boxeur néerlando-marocain
- Mounir El Hamdaoui et Said Boutahar, joueurs de football
- Ibrahim Afellay, joueur de football néerlandais
- Ashraf Sekkaki, criminel belge et membre de la Mocro Maffia